# Josep Oms i Pallisé
Josep Oms i Pallisé, (nascut el 20 de juliol de 1973 a Vallfogona de Balaguer), és un jugador d'escacs català, Gran Mestre des de 2007. Va ser guardonat el 1997 amb la Insígnia de Plata de la Federació Catalana d'Escacs. Va ser pioner en introduir els escacs al Centre Penitenciari de Ponent. El 2014 va obrir la primera acadèmia d'escacs a Lleida amb un objectius esportiu, pedagògic, lúdic i personal. També el 2014 va fundar el nou «Club d'Escacs ADEJO».
A la llista d'Elo de la FIDE del desembre de 2021, hi tenia un Elo de 2432 punts, cosa que en feia el jugador número 59 (en actiu) de l'estat espanyol. El seu màxim Elo va ser de 2528 punts, a la llista de novembre de 2010 (posició 636 al rànquing mundial).

## Resultats destacats en competició
N'Oms va començar a destacar en edat juvenil, quan va guanyar nombrosos campionats provincials a Lleida. El 1993 va assolir el Campionat Juvenil d'Espanya, en l'edició celebrada a Platja d'Aro, (per davant de Sergio Cacho).
Posteriorment, va anar a jugar a Andorra, on va guanyar el Campionat d'Andorra quatre cops consecutius, entre el 2003 i el 2006. I a l'abril de 2007 tornà a ser jugador de la Federació d'Escacs Espanyola.
El 2009 fou tercer al X Obert Internacional d'Escacs de Figueres Miquel Mas, rere el campió Yuri Solodovnichenko i Àlvar Alonso.
El 2012 va guanyar el XXII Obert Internacional d'Escacs de La Pobla de Lillet. El maig de 2012 fou tercer al XXVI Open Villa de Estadilla (el campió fou Daniel Forcén).

### Participació en olimpíades d'escacs
En Josep Oms ha participat en dues ocasions, quan encara era MI, representant Andorra, a les Olimpíades d'escacs, els anys 2004 i 2006, en ambdues ocasions jugant al segon tauler, per sota del GM també català Òscar de la Riva. A l'edició de 2006 assolí la medalla d'or individual per la seva actuació en el segon tauler, amb un 81,6% de puntuació.
| Any  | Olimpíada        | Ciutat | Elo propi | Tauler | Partides | Guanyades | Taules | Perdudes | %     |
| ---- | ---------------- | ------ | --------- | ------ | -------- | --------- | ------ | -------- | ----- |
| 2004 | XXXVII Olimpíada | Calvià | 2496      | 2n     | 12       | 6         | 2      | 4        | 58,3% |
| 2006 | XXXVII Olimpíada | Torí   | 2508      | 2n     | 11       | 7         | 4      | 0        | 81,8% |